# Lucien Acou
Lucien Acou (Wijnegem, 28 marzo 1921 – Jette, 15 febbraio 2016) è stato un ciclista su strada, pistard e dirigente sportivo belga.
Professionista dal 1934 al 1946, vinse due tappe al Tour De France, e ottenne un terzo posto alla Liegi-Bastogne-Liegi e uno al Giro delle Fiandre.

## Carriera
Acou fu attivo come ciclista dal 1941 al 1955. Nei suoi giorni da dilettante, era attivo principalmente come corridore su strada; Durante la sua carriera professionale, è stato principalmente un ciclista su pista. Ha anche ottenuto alcuni successi come ciclista di sei giorni.
Nel 1944 si classificò 3º ai campionati nazionali belgi di inseguimento.
Ha corso in totale 32 sei giorni, in cui è arrivato primo due volte. Entrambe le volte con il suo connazionale Achiel Bruneel come partner.
Lucien Acou divenne suocero di Eddy Merckx nel 1967, quando Eddy sposò sua figlia Claudine.

## Palmarès

### Strada
- 1947

Giro di Anversa
- 1949

Giro di Bruges

### Pista
- 1952

Sei giorni di Bruxelles, con Achiel Bruneel
- 1954

Sei giorni di Dortmund, con Achiel Bruneel

## Piazzamenti

### Grandi Giri
- Tour de France

1949: ritirato
1950: ritirato

### Classiche monumento
- Giro delle Fiandre

1947: 33º
- Liegi-Bastogne-Liegi

1951: 40°